# Heinz Franke (Fußballspieler)
Heinz Franke (* 29. Juli 1928) ist ein ehemaliger deutscher Fußballtorwart. Für die Betriebssportgemeinschaft (BSG) Einheit Ost Leipzig spielte er in der Saison 1953/54 in der DDR-Oberliga, der höchsten Spielklasse im DDR-Fußball.

## Sportliche Laufbahn
Als Jugendlicher spielte Heinz Franke beim VfB Leipzig. Nach dem Ende des Zweiten Weltkriegs fiel der VfB dem allgemeinen Vereinsverbot der Besatzungsmächte zum Opfer, und Franke setzte seine Fußballerlaufbahn als Torwart bei der Sportgemeinschaft in der Kleinstadt Rötha bei Leipzig fort. Mit ihr beteiligte er sich unter anderem 1948/49 an der Leipziger Fußballmeisterschaft (Platz 9 unter 26 Teams). Zu Beginn der Saison 1952/53 wechselte er zum zweitklassigen DDR-Ligisten Einheit Ost Leipzig.
Bei der BSG Einheit Ost löste Franke 1952/53 den bisherigen Stammtorwart Arno Dörl ab und bestritt 19 der 24 Punktspiele. Damit gehörte er zu den Stützen der Mannschaft, die zum Saisonende den Aufstieg in die DDR-Oberliga erkämpft hatte. In der Oberligasaison 1953/54 gehörte Franke mit seinen 22 Einsätzen in den 28 ausgetragenen Punktspielen ebenfalls zum Spielerstamm der Leipziger. Obwohl erst 26-jährig gehörte Franke für die Spielzeit 1954/55 nicht mehr zum Kader der BSG Einheit Ost und tauchte auch nicht mehr im höherklassigen Fußball auf.